# Aedes kohkutensis
Aedes kohkutensis är en tvåvingeart som beskrevs av Mattlingly 1958. Aedes kohkutensis ingår i släktet Aedes och familjen stickmyggor.
Artens utbredningsområde är Thailand. Inga underarter finns listade i Catalogue of Life.